# Spirostrephon caesioannulatus
Spirostrephon caesioannulatus är en mångfotingart som beskrevs av Charles Thorold Wood 1865. Spirostrephon caesioannulatus ingår i släktet Spirostrephon och familjen Abacionidae. Inga underarter finns listade i Catalogue of Life.